# Darya Chultsova
Darya Chultsova (20 février 1997, Chklow), parfois retranscrit Daria Chultsova, est une journaliste biélorusse, travaillant pour la chaîne Bielsat TV.
En novembre 2020, elle est arrêtée aux côtés de Katerina Bakhvalova pour avoir diffusé en direct les manifestations faisant suite à la mort de Raman Bandarenka, tué durant les manifestations de 2020-2021 en Biélorussie.
Jugées en février 2021, les deux journalistes sont condamnées à deux ans de prison. Darya Chultsova est libérée en septembre 2022.